# 1260
1260（千二百六十、せんにひゃくろくじゅう）は自然数、また整数において、1259の次で1261の前の数である。

## 性質
- 1260は合成数であり、約数は1, 2, 3, 4, 5, 6, 7, 9, 10, 12, 14, 15, 18, 20, 21, 28, 30, 35, 36, 42, 45, 60, 63, 70, 84, 90, 105, 126, 140, 180, 210, 252, 315, 420, 630, 1260である。
  - 約数の和は4368。
  - 308番目の過剰数である。1つ前は1254、次は1266。
    - σ(n) ≧ 3n を満たす n とみたとき20番目の数である。1つ前は1200、次は1320。(ただしσは約数関数、オンライン整数列大辞典の数列 A023197)
- 16番目の高度合成数であり、約数を36個持つ。1つ前は840、次は1680。
  - 約数を36個持つ最小の数である。次は1440。
  - 約数を n 個もつ最小の数とみたとき、1つ前の35個は5184、次の37個は68719476736。(オンライン整数列大辞典の数列 A005179)
- 約数の積の値がそれ以前の数を上回る38番目の数である。1つ前は1080、次は1440。(オンライン整数列大辞典の数列 A034287)
- 1260 = 22 × 32 × 5 × 7
  - 4つの異なる素因数の積で p 2 × q 2 × r × s の形で表せる最小の数である。次は1980。(オンライン整数列大辞典の数列 A179690)
- 280番目のハーシャッド数である。1つ前は1251、次は1270。
  - 9を基とする79番目のハーシャッド数である。1つ前は1251、次は1305。
- 1260 = 35 × 36
  - 35番目の矩形数である。1つ前は1190、次は1332。
- 1260 = 351 + 352
  - 35の自然数乗の和とみたとき1つ前は35、次は44135。
  - 1260は2から70までの偶数の総和である。
- 1260 = 64 − 62
  - n = 6 のときの n 4 − n 2 の値とみたとき1つ前は600、次は2352。(オンライン整数列大辞典の数列 A047928)
- 1260 = 362 − 36
  - n = 36 のときの n 2 − 36 の値とみたとき1つ前は1189、次は1333。(オンライン整数列大辞典の数列 A098847)
- 1260 = 180 × 7
  - 1260°= 7π (rad)。1つ前の6πは1080°、次の8πは1440°。
  - 1260°は1回転360°の3.5倍である。
  - 九角形の内角の和は1260°である。1つ前の八角形は1080°、次の十角形は1440°。
- 1260 = 43 + 53 + 63 + 73 + 83
  - 5連続整数の立方和で表せる数である。1つ前は775、次は1925。
- n = 1260 のとき n と n + 1 を並べた数を作ると素数になる。n と n + 1 を並べた数が素数になる135番目の数である。1つ前は1256、次は1272。(オンライン整数列大辞典の数列 A030457)
- 1260 = 21 × 60
  - 19番目のフリードマン数である。1つ前は1255、次は1285。
  - 自身の数からできる自身の桁を等分した2つの数の積が自身になる最小のヴァンパイア数である。次は1395。(オンライン整数列大辞典の数列 A014575)
  - 1個の牙 (分割の意味) からなる最小のヴァンパイア数である。次の2個は125460。(オンライン整数列大辞典の数列 A094208)
- 約数の和が1260になる数は10個ある。(520, 580, 608, 664, 716, 754, 838, 1157, 1189, 1259) 約数の和10個で表せる5番目の数である。1つ前は1152、次は2400。

## その他 1260 に関連すること
- 西暦1260年
- 東北放送のラジオ周波数（仙台AM局1260kHz）。
- 辛酉革命 - 1260年ごとに大革命が起きるという中国の思想。
- 3回転半は1260度。トゥエルブシックスと呼ぶ。